# مارک دوبوویتز
مارک دوبوویتز (انگلیسی: Mark Dubowitz؛ زادهٔ ۱۱ سپتامبر ۱۹۶۸) وکیل، سرمایه‌گذار شخصی، و مدیر عامل اجرایی اندیشکده بنیاد دفاع از دمکراسی‌ها (FDD) است. او از حامیان تشدید تحریم‌ها علیه ایران بود. او همچنین یکی از منتقدان برجسته قرارداد برنامه جامع اقدام مشترک (برجام) هسته‌ای با ایران بود. به گفته، «دوبوویتز» این برنامه جامع اقدام مشترک که در روز ۸ ماه مه سال ۲۰۱۸ منعقد شد به ایران اجازه می‌دهد تا ظرفیت خود برای غنی‌سازی اورانیوم را افزایش دهد؛ بنا به گفته نیویورک تایمز دوبوویتز از این جنبه به برنامه جامع اقدام مشترک (برجام) مخالف بود زیرا در آن به فعالیت‌های غیرهسته‌ای ایران اشاره‌ای نشده بود مانند اختلاس‌های اقتصادی که صرفاً تأمین کننده اقدامات تروریستی این رژیم است. وی تصریح کرد: «عدم وجود هر گونه محدودیتی در برنامه موشکی بالستیک رژیم و مقررات غیر وابسته آن، به ایران اجازه می‌دهد تا ظرفیت غنی سازی اورانیوم را تا هفت سال آینده از الان افزایش دهد.» دوبوویتز این اندیشکده را با بهره‌گیری از قدرت اقتصادی و به منظور احداث یک مرکز تجمع و قدرت سیاسی و نظامی تأسیس کرد. وی در خصوص خروج ترامپ از برنامه جامع اقدام مشترک (برجام) ابراز خوشحالی کرد که ترامپ آن توافق‌نامه را ناقص تلقی کرده بود، اما از رد کردن راه‌حل‌های پیشنهادی ناامید شده بود، دوبوویتز گفت " به نظر نزدیک‌تر از هر کسی بود که انتظار داشت. وی با اشاره به مذاکرات با دیپلمات‌های انگلیسی، فرانسوی و آلمانی گفت: من در روند تلاش برای هم آوردن شکاف مابین‌مان بسیار سرمایه‌گذاری کردم.

## زندگی‌نامه
دوبوویتز، شهروند ایالات‌متحده آمریکا است. او در آفریقای جنوبی متولد شد و در تورنتو بزرگ شد. او دارای مدرک کارشناسی‌ارشد در سیاست عمومی بین‌المللی از دانشکده مطالعات پیشرفته بین‌المللی است که بر روی چین تمرکز دارد، وی دکترای JD و مدرک کارشناسی MBA از دانشگاه تورنتو دارد. دوبوویتز همچنین تحصیلات خود را در دانشگاه عبری اورشلیم گذرانده‌است. او پس از گذران هشت سال اول،
وارد مدرسه حقوق تورنتو شد و در تورنتو به عنوان یک وکیل و سرمایه‌گذار به کارش ادامه داد.